# Viola Prettejohn
Viola Margaret Jane Prettejohn (Kensington y Chelsea, Londres, julio de 2003), conocida como Viola Prettejohn, es una actriz británica. Es conocida por su papel de Myrtle Haplisch en la serie de HBO The Nevers (2021-2023). Interpretó a la joven princesa Isabel en la sexta temporada de The Crown (2023) en Netflix. 

## Biografía
Prettejohn nació de madre Claire, abogada, y padre Nick, presidente de TSB Bank, y creció en Kensington, Londres.  Asistió a la escuela Garden House y luego a la escuela de niñas St Paul. 

## Carrera
Prettejohn hizo su debut televisivo en la segunda temporada de la serie Counterpart de Starz como una versión joven del personaje de Olivia Williams, Emily. 
En agosto de 2019, Prettejohn se unió al elenco de la serie The Nevers de Joss Whedon en HBO como Myrtle Hapslich.  Ese año, también interpretó a Fake Ciri en la serie de televisión de Netflix The Witcher. 
En 2023, Prettejohn interpretó a una princesa Isabel adolescente en la sexta temporada de The Crown en escenas retrospectivas ambientadas en el Día de la Victoria en Europa junto a Beau Gadsdon como la joven princesa Margarita.  Al hacerlo, se convirtió en la quinta actriz después de Claire Foy, Olivia Colman, Imelda Staunton y Verity Russell en interpretar a Isabel en la serie.  Ese año, filmó el papel de Finn en la sátira de zombis de Ben Wheatley Generación Z para Channel 4.  

## Filmografía
| Año       | Título                              | Papel           | Notas                          |
| --------- | ----------------------------------- | --------------- | ------------------------------ |
| 2018      | Counterpart                         | Joven Emily     | Episodio: «Punto de partida»   |
| 2021      | The Witcher                         | Fake Ciri       | Episodio: «Antes de una caída» |
| 2021–2023 | The Nevers                          | Myrtle Hapslich | 12 episodios                   |
| 2023      | The Crown                           | Princesa Isabel | Temporada 6                    |
| TBA       | Generación Z                        | Finn            | En producción                  |
| TBA       | Wolf Hall: The Mirror and the Light | Mary FitzRoy    | En producción                  |